# Nash (estrella)
Nash, Alnasl, Nasl o Al Nasl son distintos nombres por los que es conocida la estrella γ2 Sagittarii (γ2 Sgr / 10 Sagittarii / HD 165135). Comparte la denominación de Bayer «Gamma» con W Sagittarii, estando ambas estrellas separadas visualmente 52 segundos de arco. Situada a 96 años luz del sistema solar, Nash no está relacionada físicamente con W Sagittarii, esta última unas 16 veces más alejada. Los distintos nombres de la estrella provienen del árabe النصل an-naşl y significan «la punta de la flecha», indicando su posición dentro de la constelación de Sagitario.
Junto a Kaus Meridionalis (δ Sagittarii) y Kaus Australis (ε Sagittarii), en lengua acadia era Sin-nun‑tu o Si-nu-nu‑tum, «la golondrina».
De magnitud aparente +2,98, Nash es la séptima estrella más brillante de Sagitario. Es una gigante de color amarillo-naranja y tipo espectral K0III con una temperatura de 4800 K. Con una luminosidad 64 veces mayor que la del Sol, tiene un diámetro unas 12 veces más grande que el diámetro solar. Existe cierta evidencia espectroscópica de que Nash puede tener una compañera binaria cercana, de la cual nada se sabe.
Nash sirve como indicador para encontrar el centro de la galaxia. Siguiendo la flecha de Sagitario hacia el oeste una distancia equivalente a su longitud —entre Kaus Medius (δ Sagittarii) y Nash— y luego subiendo un grado y medio se encuentra el centro de la Vía Láctea. Debido a que está rodeado de denso polvo interestelar no es visible a simple vista.